# 基兴瓦尔德隧道

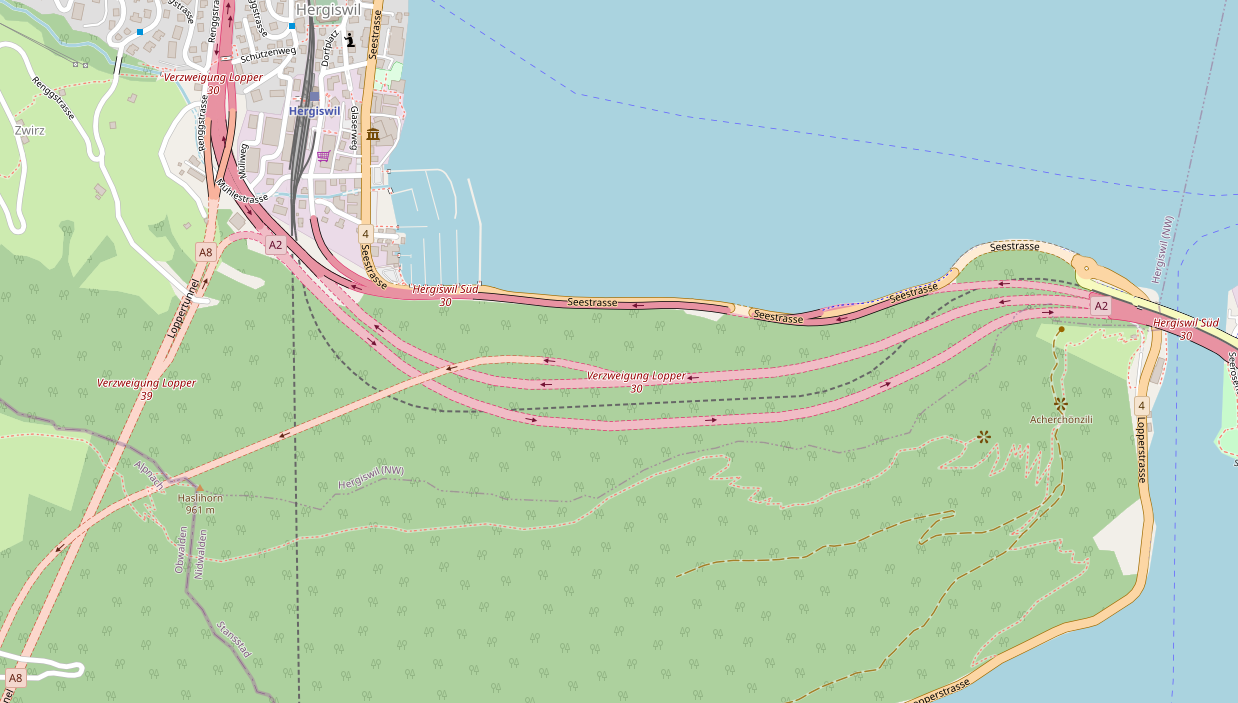
基兴瓦尔德隧道、洛珀山公路隧道、洛珀山1号铁路隧道、洛珀山2号铁路隧道

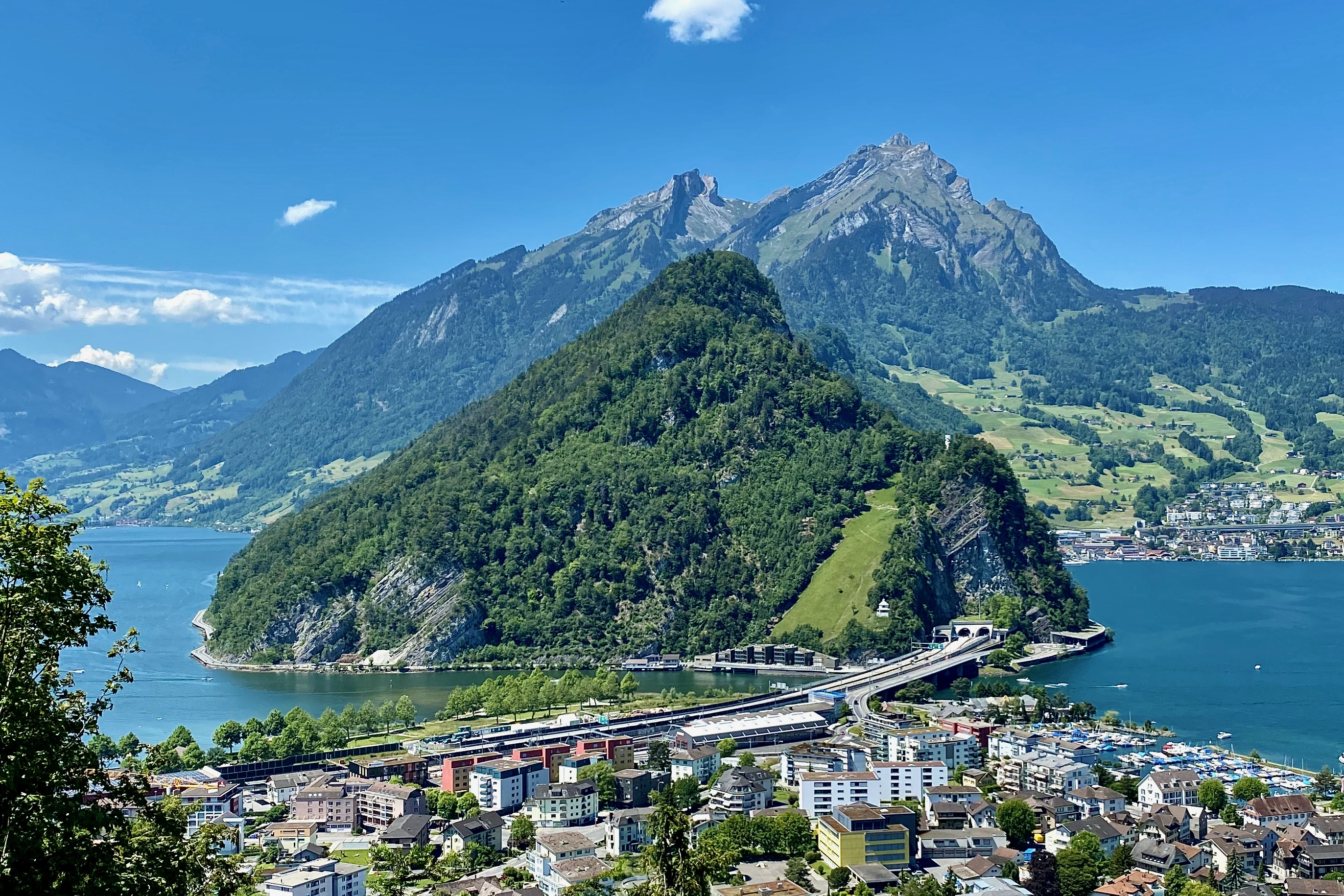
琉森湖、洛珀山、洛珀山2号铁路隧道与基兴瓦尔德隧道的东口

基兴瓦尔德隧道是瑞士的一座穿山隧道，承载瑞士A2高速公路穿过下瓦爾登州黑吉斯维尔琉森湖畔洛珀山的北坡，大致为东西走向，双洞四车道，与附近的洛珀山2号铁路隧道大致平行。